# Благовещенский собор (Нежин)
Благовещенский собор — православный храм и памятник архитектуры национального значения в Нежине.

## История
Постановлением Совета Министров УССР от 24.08.1963 № 970 «Про упорядочение дела учёта и охраны памятников архитектуры на территории Украинской ССР» («Про впорядкування справи обліку та охорони пам’ятників архітектури на території Української РСР») присвоен статус памятник архитектуры республиканского значения с охранным № 830 Благовещенский собор (Благовещенский собор Благовещенского мужского монастыря).
Установлена информационная доска на фасаде собора и при входе на территорию монастыря. Вход на территорию монастыря со стороны улицы Небесной сотни (ранее Ленина).
Комплекс Благовещенского монастыря № 83-Чг также включает Петропавловскую церковь с колокольней № 83-Чг/2, игуменский корпус с трапезной № 84-Чг/3, кельи № 85-Чг/4, дом лавок № 86-Чг/5 — согласно Распоряжению Черниговской областной государственной администрации от 13.02.1998 № 69, гостиница для паломников № 10032-Чр. Утрачены два объекта комплекса — гостница и колокольня.

## Описание
Входит в комплекс сооружений Благовещенского монастыря и расположен на его территории. Собор является одной из важнейших архитектурных доминант центра города Нежина.
Благовещенский собор был сооружён в период 1702—1716 годы Г. И. Устиновым в формах барокко на средства митрополита Стефана Яворского при присмотре его брата Петра. Собор положил начало Благовещенскому монастырю.
Пятикупольный, четырёхстолпный, девятидольный в плане собор. В ходе строительства под юго-восточным куполом обустроено помещение для библиотеки, начало которой положили 609 книг, подаренные Стефаном Яворским монастырю. После смерти Стефана Яворского библиотека в 1731 году была вывезена в Харьковский коллегиум. На открытии собор был провозглашён памятником победы над шведами под Полтавой.
Алтарная часть была украшена живописью, которая принадлежит к наилучшим примерам староукраинского надднепрянского монументального искусства. Кроме религиозных сюжетов, были написаны портреты князя Владимира, Петра І, Александра І, С. Яворского, Д. Ростовского. Роспись выполнили нежинские мастера — Ф. Цихановский, Я. Левенец и другие. Иконостас резной, позолоченный в 7 ярусов, работы нежинских мастеров; одна из икон написана киевским митрополитом Рафаилом Забаровским.
Претерпел значительные повреждения во время пожаров 1750 года, 1757 года и особенно 1797 года. Отстроен в период 1798—1799 годы. Неоднократно перестраивался. В 1814 году фронтоны были переделаны на треугольные шпили, увеличены окна, изменена форма верхов. В период 1812—1818 гг. вновь расписанный.
Собор использовался под склады, иконостас собора был уничтожен, захоронения — разграблены. В 1969 году были проведены консервационные работы.
В 1999 году комплекс сооружений Благовещенского монастыря был возвращён религиозной общине Украинской православной церкви, затем были проведены реставрационные работы.